# Rail Coach Factory

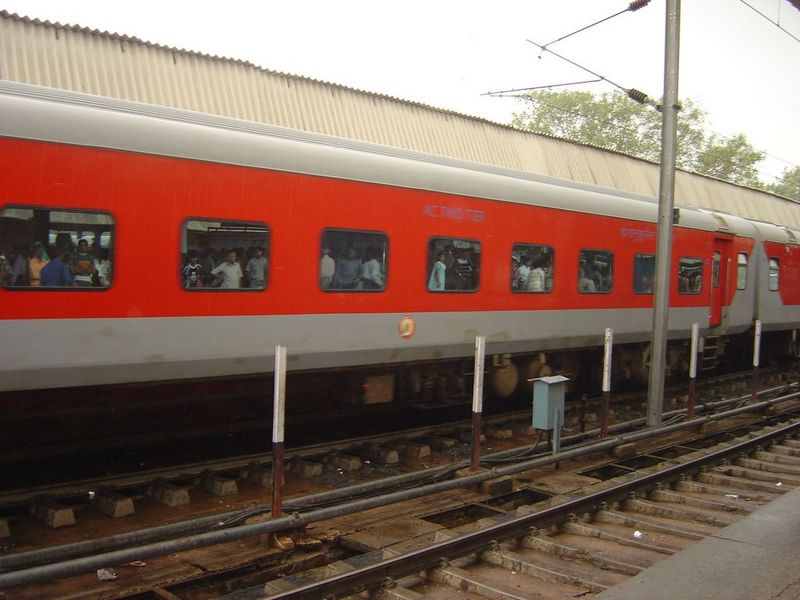
Klimatisierter Schlafwagen mit 4-Bett-Abteilen von RCF im Rajdhani Express New Delhi–Mumbai

Rail Coach Factory (RCF) ist ein indischer Hersteller von Personenwagen, der zu 100 % im Besitz von Indian Railways ist.

## Lage
Die RCF liegt in Punjab etwa 7 km außerhalb von Kapurthala, der ehemaligen Hauptstadt des gleichnamigen Sikh-Fürstenstaates, und etwa 70 km von der Grenze zu Pakistan entfernt. Zur Fabrik gehört ein Wohngelände mit Einkaufsmöglichkeiten, Schulen, Spital, Sportanlagen und Golfplatz.

## Produktion
Die Produktion wurde im März 1986 aufgenommen und kann bis zu 1.700 Wagen pro Jahr erreichen. Insgesamt wurden bis April 2016 mehr als 28.000 Wagen gefertigt.
Im Geschäftsjahr 2015–2016 wurden mehr als 1.500 Reisezugwagen hergestellt. Zwei Drittel davon waren Wagen der älteren Generation nach Zeichnungen der ICF und ein Drittel der neueren Generation mit Wagenkästen aus nicht-rostendem Stahl nach Zeichnungen von Linke-Hofmann-Busch (LHB).
Nach ICF-Zeichnungen wurden 190 Schlafwagen, 480 Sitzwagen 2. Klasse und 120 Gepäckwagen gebaut. Weiter entstanden 150 Schlafwagen für Meterspur-Züge, ein Gleismesswagen und 16 vierteilige Triebzüge.
Das Produktionsprogramm von LHB-Wagen umfasste sowohl klimatisierte wie auch nicht-klimatisierte Varianten, darunter auch 54 Wagen für die Bangladesh Railway und zwei Wagen für die Forschungs- und Standardisierungs-Organisation RDSO der Indian Railways.